# リポイド過形成症
リポイド過形成症（リポイドかけいせいしょう）は副腎酵素欠損症の一つ。副腎及び性腺において、ステロイドの合成過程に異常が有るためにほぼすべてのステロイドホルモンが合成できない疾患である。Prader病とも呼ばれる。「副腎ホルモン産生異常に関する調査研究」班による副腎ホルモン産生異常症の全国疫学調査(1999年)によると日本の先天性副腎過形成症の5.5%が本症である。

## 歴史
アンドレア・プラダー（英語: Andrea Prader）らにより1955年に行われた報告が本疾患の最初の報告である。日本では1963年に大西により症例報告がされている。

## 原因
Steroidogenic acute regualtory protein(StAR)と呼ばれるタンパク質の異常やコレステロール側鎖切断酵素(P450scc)の異常が原因として報告されているが、この2種類以外の原因もあると考えられている。

## 診断・症状
副腎不全、皮膚色素沈着。性表現型は男女ともにほぼ女性型である。コルチゾール、コルチゾン、アルドステロン、テストステロン、デスオキシコルチコステロン、デヒドロエピアンドロステロン、エストラジオール、エストリオール、エストロン、ゲスターゲン、プロゲステロンが欠乏する。